# Finhaut
Finhaut – miejscowość i gmina (commune) w południowej Szwajcarii, w kantonie Valais, w okręgu (district) Saint-Maurice. Leży nad rzeką Eau Noire.

## Geografia
Na terenie gminy leży jezioro Lac du Vieux Emosson oraz część jeziora Lac d’Émosson.

## Demografia
We Finhaut mieszka 355 osób. W 2021 roku 27% populacji gminy stanowiły osoby urodzone poza Szwajcarią. 

## Transport
Przez teren gminy przebiega droga główna nr 203. 